# Puertos de Tortosa-Beceite

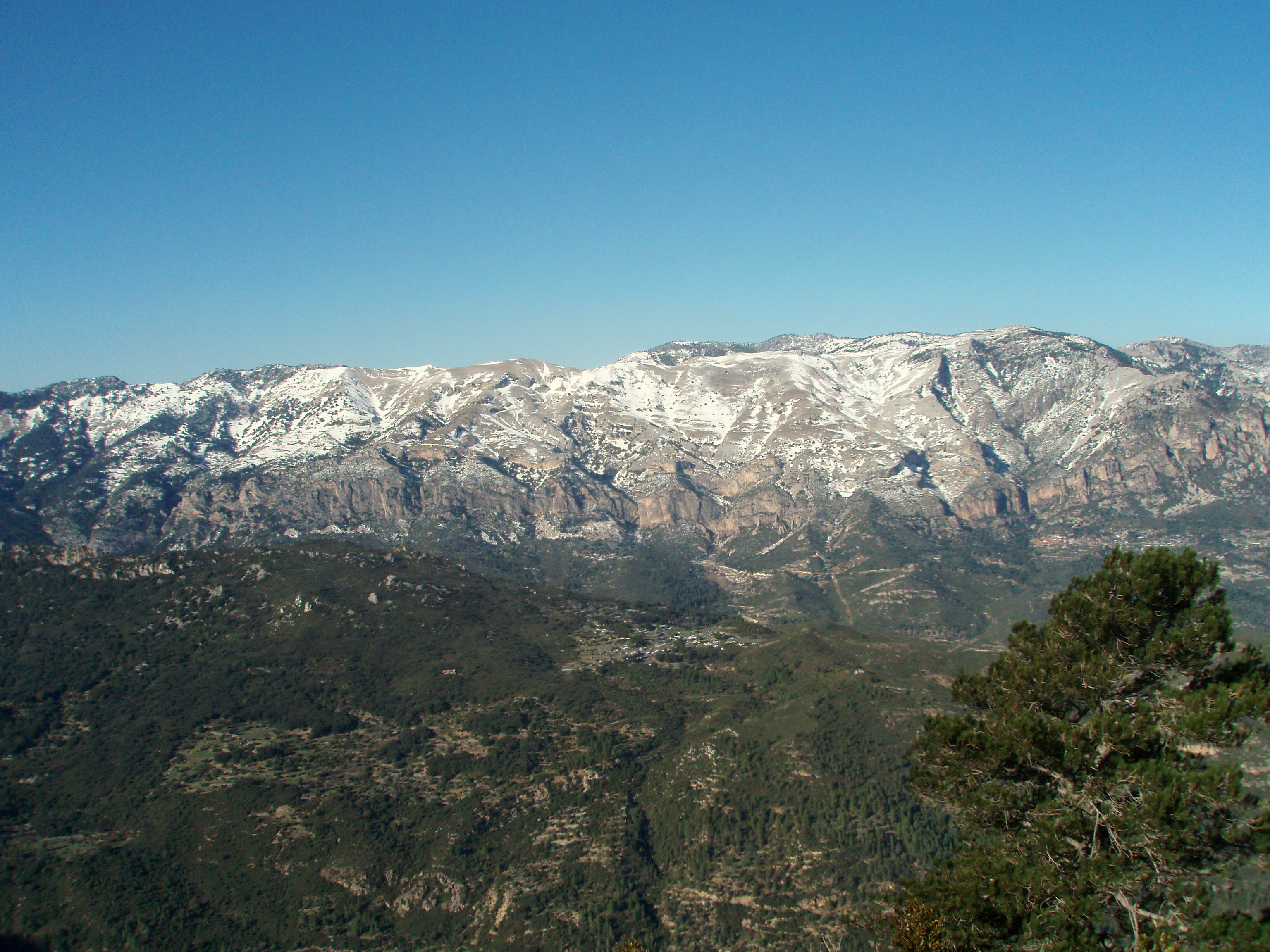
Macizo de los Puertos de Tortosa-Beceite.

Los puertos de Tortosa-Beceite (en catalán: Ports de Tortosa, Ports de Beseit, o simplemente Els Ports) es un macizo montañoso situado a caballo entre las provincias de Tarragona (Cataluña), Teruel (Aragón), y Castellón (Comunidad Valenciana), que constituye el punto de encuentro de la cordillera Prelitoral Catalana catalana con el sistema Ibérico.

## Geografía

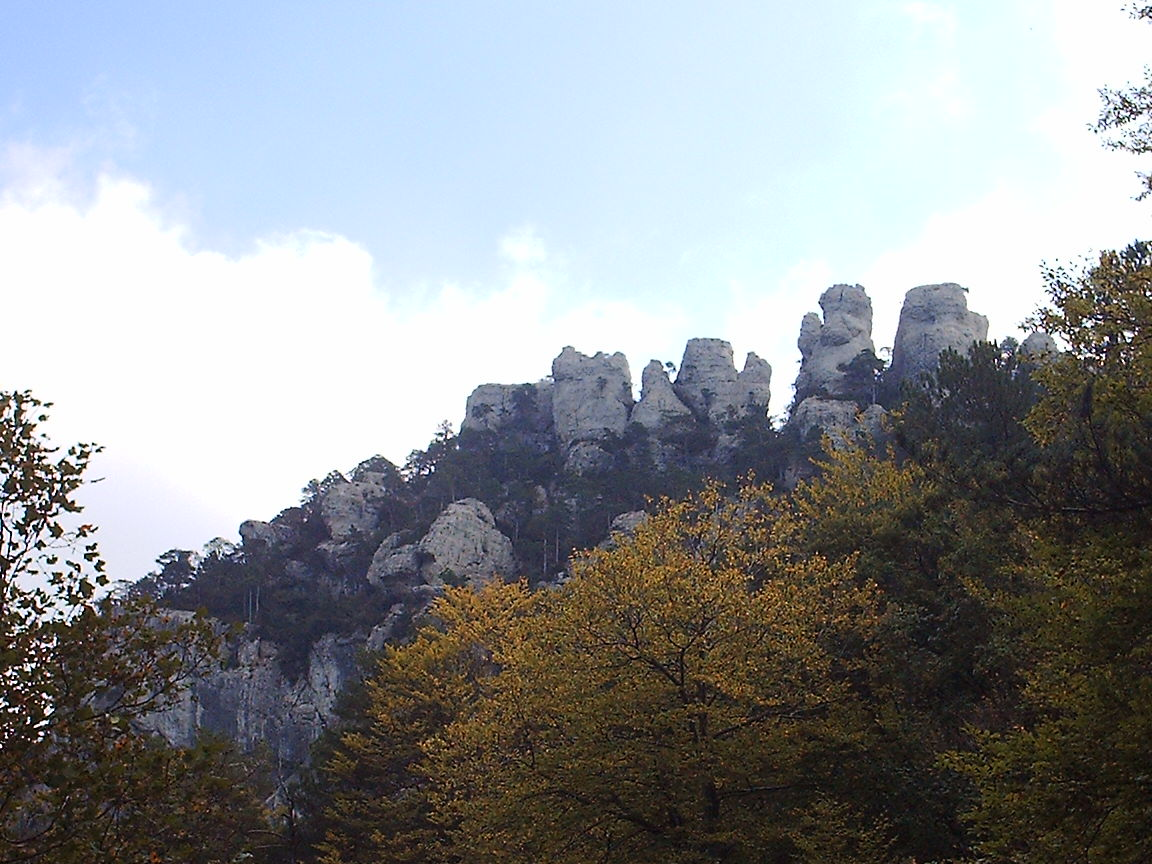
Hayedo de los Puertos.

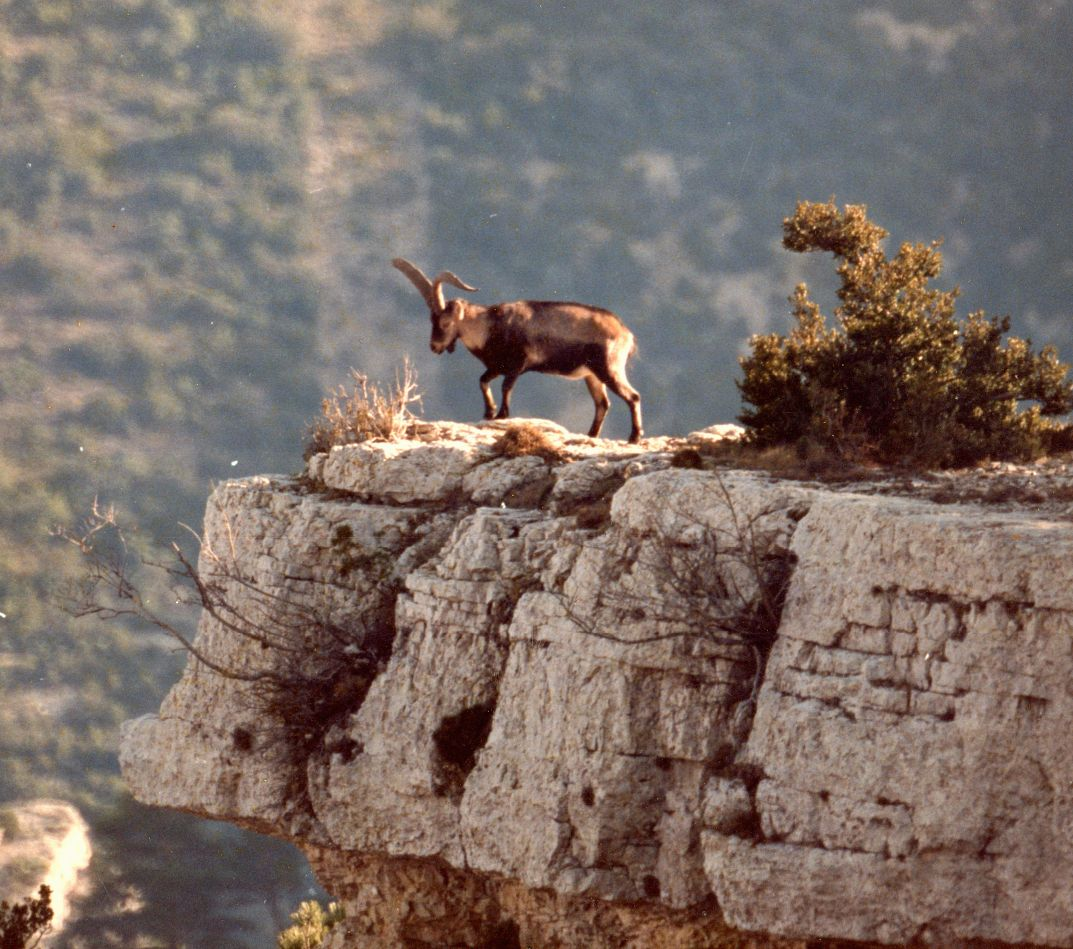
Cabra montesa en los Puertos de Beceite.

La zona se caracteriza por vegetación de pinares (pino negro y pino rojo), robledos y encinares además de un bosque de hayas (declarado reserva natural parcial). La orografía presenta multitud de barrancos, crestas, y cimas, donde localizamos como especies animales, a la mayor colonia de cabra hispánica de la Península, junto con otras especies como tejones, gineta, o aves de rapiña, y aparte también de una importante población de nutrias y buitres.
Su máxima altitud es el monte Caro (Roquetas), de 1441 metros, que constituye la mayor altura de la provincia de Tarragona.

### Geología
Los Puertos son un macizo de relieve muy complejo formado por materiales calcáreos del Mesozoico que determinan un relieve abrupto y roto por diversas fallas, con importantes solapamientos. La estructura central es de plegamiento de tipo jurásico, con un eje de dirección noreste y suroeste. Predominan las rocas carbonatadas (calizas y dolomías), que son muy fáciles de erosionar y dan lugar al relieve cárstico que se manifiesta con una gran variedad de formas: barrancos, gubias, cuevas o simas.

### Flora
Los puertos de Tortosa-Beceite presentan una flora muy variada gracias a su complicada orografía, a la proximidad del Mediterráneo y a la diversidad de sus ecosistemas.
En los cauces de los numerosos ríos que existen por la zona crecen chopos, sauces, fresnos o álamos aunque el árbol predominante de la zona es el pino. Se distinguen varias especies: pinos carrascos, negrales o silvestres.
Otras de las especies de árboles de la zona son los tejos, robles, encinas, hayas, arces, serbales o acebos. Existen además una gran cantidad de arbustos en la zona, desde enebros, boj, sabinas, avellanos, brezos o espino negro, que se forma entre las rocas.

### Fauna
El animal emblemático del macizo es la cabra montesa (Capra pyrenaica hispanica), pero también existen especies como el ciervo, el corzo, el jabalí o el muflón, este último situado más al sur, en la zona valenciana.
Entre los mamíferos más destacados está la nutria (Lutra lutra), el gato montés (Felis silvestris) y el grupo de murciélagos, que con unas 20 especies constituye una de las comunidades más ricas de la península ibérica.
Muchas aves encuentran en los Puertos las condiciones de hábitat o de refugio idóneas para vivir y para nidificar. Destacan las grandes rapaces sedentarios, como el buitre leonado (Gyps fulvus), el águila real (Aquila chrysaetos), el águila perdicera (Aquila fasciata), el azor (Accipiter gentilis), el halcón peregrino (Falco peregrinus) o el búho real (Bubo bubo).
El galápago leproso (Mauremys leprosa), la salamanquesa rosada (Hemidactylus turcicus), el eslizón ibérico (Chalcides bedriagai), la culebra de herradura (Coluber hippocrepis), la culebra lisa septentrional (Coronella austriaca) y la víbora hocicuda (Vipera latastei) son exponentes relevantes de la población de reptiles.

## Protección

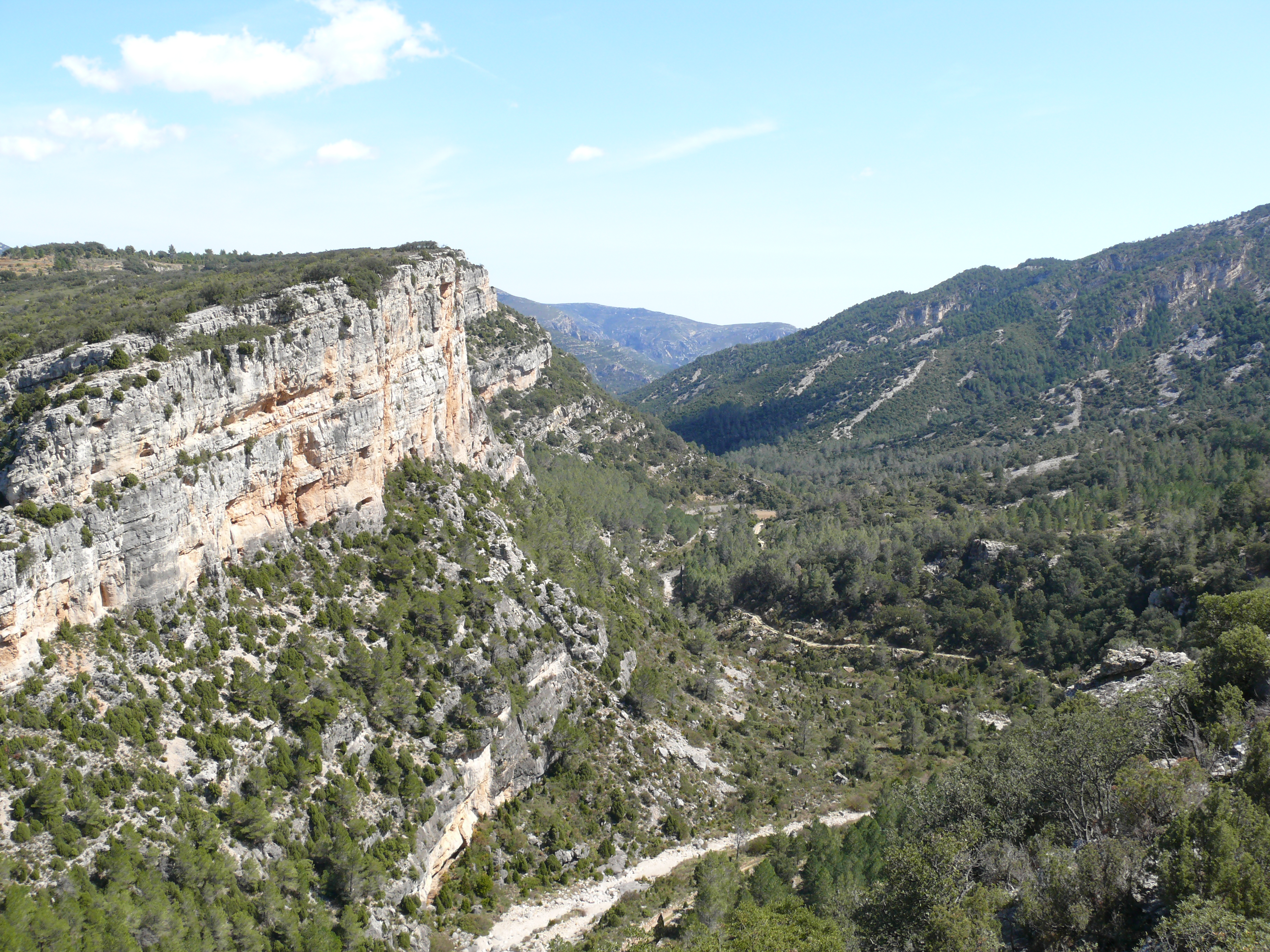
Barranco en el parque natural de la Tenencia de Benifasar (Provincia de Castellón).

### Parte catalana
La parte catalana fue declarada parque natural en el año 2001 (Decreto 160/2001 de 12 de junio publicado en el Diario Oficial de la Generalidad de Cataluña número 3414 de 21-06-2001) por la Generalidad de Cataluña. Su superficie de 35.110 ha (unas 16.000 son de la Reserva Nacional de Caza) le convierten en uno de los mayores parques naturales de Cataluña siendo el segundo con el que cuentan las Tierras del Ebro después del Delta del Ebro.
El parque se extiende por los municipios de Tortosa, Roquetas (sede administrativa del parque y de la reserva nacional de caza), Alfara y Pauls en la comarca del Bajo Ebro; Arnes, Horta de San Juan y Prat de Compte en la comarca de la Tierra Alta y Mas de Barberáns y La Cenia en el comarca del Montsiá.

### Parte valenciana
La parte valenciana fue declarada parque natural el año 2006 (Decreto 70/2006 de 19 de mayo del Consejo Ejecutivo de la Generalidad Valenciana). Su superficie de unas 5.000 ha se extiende por las poblaciones del municipio de Puebla de Benifasar, por Vallibona, Bel (Rosell) y Castell de Cabres. Es el segundo parque natural con el que cuenta la comarca del Bajo Maestrazgo, después del parque natural de la Sierra de Irta.

## Particularidades
Es una vasta zona montañosa que abarca más de ochocientos kilómetros cuadrados. El relieve es calcáreo, extremadamente complejo con múltiples sierras, picos, escarpado, riscos, valles profundos y formaciones rocosas.
Desde el punto de vista geológico, Este macizo constituye una región de transición entre la Cordillera Costero-Catalana y el Sistema Ibérico, así como una transición climática entre el clima mediterráneo de costa y el mediterráneo continental y rasgos del clima de montaña. Todo esto garantiza una vegetación única y diversa.
Este macizo se encuentra a caballo entre Cataluña, Aragón y la Comunidad Valenciana. En el Tosal del Rey, hay un túmulo de piedras que simboliza el tradicional punto de encuentro de los tres antiguos reinos de la Corona de Aragón.
En época medieval y moderna, la madera que se producía, junto con la que bajaba por el Ebro, convirtió a Tortosa en uno de los grandes centros de distribución de vigas y cabrios para la construcción de edificios en toda la Corona de Aragón, e incluso más allá, hasta el punto de que en varios puntos del Mediterráneo los grandes troncos eran llamados "tortosinos".